# Gilbert Prousch
Gilbert Prousch (* 17. September 1943 in St. Martin in Thurn, Südtirol; fälschlich auch „Proesch“ oder „Proersch“ geschrieben) ist ein britischer Künstler.
Prousch besuchte zunächst die Kunstschule in Wolkenstein in Gröden. Anschließend studierte er im Schuljahr 1960/61 an der Bildhauerschule Hallein, darauf in München an der Akademie der Kunst und an der St Martin’s School of Art in London Bildhauerei, wo er 1967 seinen Partner George Passmore kennenlernte.
Mit ihm zusammen bildet er das Künstlerduo Gilbert & George.